# Sun (film)
Pour les articles homonymes, voir Sun.
Pour plus de détails, voir Fiche technique et Distribution.
Sun est une comédie française réalisée par Jonathan Desoindre et Ella Kowalska sortie en 2019.

## Synopsis
Sun, métis indo-français, est livreur à la petite semaine à Paris et enchaîne les livraisons pas franchement légales. Après s'être fait mettre à la porte du jour au lendemain par ses employeurs chinois qui ont décidé de légaliser leurs affaires, il tente de monter une entreprise pour garder son job. Arrive alors son cousin, joueur de sitar expérimenté, tout droit débarqué de Bombay et bien décidé à jouer à l'Olympia. Enchaînant magouilles, mensonges et plans foireux, Sun engage une improbable équipe mixte de livreurs/musiciens pour tenter de concilier la création de son entreprise et un concert à l'Olympia.

## Fiche technique
- Titre original : Sun
- Réalisation : Jonathan Desoindre et Ella Kowalska
- Scénario : Jonathan Desoindre et Thomas Wallon
- Décors : Thomas Grézaud
- Costumes : Mariette Niquet-Rioux, Marion Moinet, Anaïs Guglielmetti
- Photographie : Benjamin Rufi
- Montage : Sacha Basset-Chercot
- Musique : Jean-Michel Zanetti, Supa-Jay et Saulc Warner
- Producteur : Damien Lagogué, Julie Gayet et Nadia Turincev
  - Producteur associé : Oriane Hurard et Antoun Sehnaoui
- Sociétés de production : Les Produits Frais Rouge International
- Société de distribution : Rouge Distribution
- Pays d'origine :  France
- Langue originale : français
- Format : couleur
- Genre : Comédie
- Durée : 104 minutes
- Dates de sortie :
  - France : 24 juillet 2019

## Distribution
- Tewfik Jallab : Sun
- Annabelle Lengronne : Soussaba
- Ludovic Berthillot : Renaud
- Meriem Serbah : Françoise
- Delphine Théodore : Juliette
- Jean-Christophe Laurier : Charles
- Aadar Malik : Ash
- Xavier Boiffier : Magnus
- Didier Wampas : Hervé
- Sabine Pakora : Caissière Olympia